# Kasachische Fußballnationalmannschaft der Frauen
Die kasachische Fußballnationalmannschaft der Frauen ist die Auswahlmannschaft des zentralasiatischen Staates Kasachstan. Der Fußballverband ist die Qasaqstannyng Futbol Federazijassy. Die Mannschaft bestritt 1995 ihr erstes offizielles Länderspiel gegen Hongkong, vorher gehörte das Land zur Sowjetunion. Kasachstan war 1992 bis 2002 Mitglied des AFC, wechselte danach in die UEFA. Das Team belegt derzeit den Rang 116 der FIFA-Weltrangliste (Stand: Dezember 2024). Die bisher beste Platzierung war Rang 58 im März 2009.

## Geschichte
Die ersten Spiele bestritt die kasachische Mannschaft bei der Asienmeisterschaft 1995, für die keine Qualifikation notwendig war. Sie konnte aber dort ebenso wie bei den beiden folgenden Teilnahmen die Vorrunde nicht überstehen. Nach dem Wechsel Kasachstans zur UEFA nahm die Mannschaft erstmals an der Qualifikation zur EM 2005 teil. In der Kategorie B kämpfte die Mannschaft um den Aufstieg in die Kategorie A, die die Teilnahme an der Qualifikation zur EM 2009 ermöglicht hätte. Der Aufstieg gelang ebenso wenig wie in der Qualifikation zur EM 2009 das Überstehen der 1. Qualifikationsrunde. In der Qualifikation zur WM 2011 traf die Mannschaft auf Russland, Irland, die Schweiz und Israel. Dabei spielte Kasachstan am 27. März 2010 im Spiel gegen die Schweiz zum ersten Mal gegen eine deutschsprachige Mannschaft. Kasachstan verlor alle Spiele, wenn auch teilweise sehr knapp mit 0:1 und 1:2. Das 0:8 gegen die Russinnen, war aber der höchste Länderspielsieg der Russinnen. Am Ende belegte Kasachstan den letzten Platz in der Tabelle. Für die olympischen Fußballturniere konnte sich die kasachische Mannschaft bisher ebenfalls nicht qualifizieren.

## Turnierbilanz

### Weltmeisterschaft
| - 1991: Keine Teilnahme, da Teil der Sowjetunion, die aber auch nicht teilnahm - 1995: Keine Teilnahme - 1999: nicht qualifiziert - 2003: nicht qualifiziert - 2007: nicht qualifiziert | - 2011: nicht qualifiziert - 2015: nicht qualifiziert - 2019: nicht qualifiziert - 2023: nicht qualifiziert |

### Teilnahme an Fußball-Asienmeisterschaften
- Bis 1991: Keine Teilnahme, da Teil der Sowjetunion, die aber Mitglied der UEFA war
- 1993 nicht teilgenommen
- 1995 Vorrunde
- 1997 Vorrunde
- 1999 Vorrunde
- Ab 2001 Keine Teilnahme mehr, da Mitglied der UEFA

### Teilnahme an Fußball-Europameisterschaften
- Bis 1991: Keine Teilnahmen, da Teil der Sowjetunion, die aber auch nicht teilnahm
- 1993 – 2001: Keine Teilnahme, da Mitglied des AFC
- 2005: nicht qualifiziert
- 2009: nicht qualifiziert
- 2013: nicht qualifiziert
- 2017: nicht qualifiziert
- 2022: nicht qualifiziert

### Olympische Spiele
Die Qualifikation seit der Mitgliedschaft in der UEFA erfolgte bis 2020 über die WM-Endrunde, ab 2024 über die UEFA Women’s Nations League.
| - 1996: nicht qualifiziert - 2000: nicht qualifiziert - 2004: nicht qualifiziert - 2008: nicht qualifiziert | - 2012: nicht qualifiziert - 2016: nicht qualifiziert - 2021: nicht qualifiziert - 2024: Keine Möglichkeit sich zu qualifizieren |

### Nations League
- 2023/24: Liga C4 – 3. Platz, Verbleib in Liga C für die Qualifikation zur EM 2025
- 2025: Liga C3 – 2. Platz, Verbleib in Liga C für die Qualifikation zur Wm 2027

## Spiele gegen Nationalmannschaften deutschsprachiger Länder
In der Qualifikation zur EM 2013 traf Kasachstan erstmals auf Deutschland. Beim Hinspiel erlitt die kasachische Mannschaft ihre höchste Niederlage, beim Rückspiel die höchste Heimniederlage.

### Deutschland
| Datum              | Ort        | Ergebnis | Anlass           |
| ------------------ | ---------- | -------- | ---------------- |
| 19. November 2011  | Wiesbaden  | 0:17     | EM-Qualifikation |
| 15. September 2012 | Qaraghandy | 0:7      | EM-Qualifikation |

### Schweiz
| Datum              | Ort        | Ergebnis | Anlass           |
| ------------------ | ---------- | -------- | ---------------- |
| 23. Juni 2010      | Qaraghandy | 2:4      | WM-Qualifikation |
| 21. August 2010    | Freiburg   | 0:8      | WM-Qualifikation |
| 24. November 2011  | Aarau      | 1:8      | EM-Qualifikation |
| 19. September 2012 | Qaraghandy | 1:0      | EM-Qualifikation |

### Österreich
| Datum              | Ort              | Ergebnis | Anlass           |
| ------------------ | ---------------- | -------- | ---------------- |
| 19. Juni 2014      | Almaty           | 0:3      | WM-Qualifikation |
| 17. September 2014 | Pasching         | 1:5      | WM-Qualifikation |
| 17. September 2015 | Schymkent        | 0:2      | EM-Qualifikation |
| 6. April 2016      | Steyr            | 1:6      | EM-Qualifikation |
| 12. November 2019  | Maria Enzersdorf | 0:9      | EM-Qualifikation |
| 22. September 2020 | Schymkent        | 0:5      | EM-Qualifikation |